# Claire Rose
Claire Rose (Djedda, 23 mei 1987) is een wielrenner uit het Verenigd Koninkrijk.
In 2016 reed Rose naar een derde plaats in de Ronde van Bretagne, en eveneens derde in de tijdrit van Ljubljana-Domzale-Ljubljana.
In 2017 werd ze Brits nationaal kampioene tijdrit op de weg.
Duyck · Hanselmann · Koppenburg · Lepistö · Moolman-Pasio · Norsgaard · Rose · Uttrup Ludwig · Vilmann